# Élections législatives surinamaises de 2005
Les élections législatives surinamaises de 2005 ont lieu au Suriname le 25 mai 2005. La coalition déjà au pouvoir, le Nouveau Front pour la démocratie et le développement, du président Ronald Venetiaan perd des sièges, n'obtient pas la majorité à l'Assemblée nationale du Suriname, mais remporte les élections. Au terme d'un scrutin indirect subséquent parmi les membres de l'Assemblée, Venetiaan est tout de même réélu président par ses pairs.
Le Nouveau Front ressort vainqueur des élections législatives de 2000, où il remporte 33 des 51 sièges, contre sept pour le Parti national démocratique et cinq pour l'Alliance populaire pour le progrès de Jules Wijdenbosch, qui avait rompu avec le Parti national démocratique. En conséquence, Venetiaan assure la présidence du pays entre 2000 et 2005, et ce, pour une deuxième fois. 

## Campagne
Un total de 383 candidats répartis dans dix partis et alliances se présentent pour ces élections. Bien que le taux d'indécis demeure grand à l'approche des élections, il est anticipé que le Nouveau Front au pouvoir devrait perdre des sièges lors des élections, même si son chef, Ronald Venetiaan, est considéré comme le candidat présidentiel le plus populaire,.
Les Pays-Bas et les États-Unis se sont permis des commentaires à l'approche des élections, en déclarant que les relations avec le Suriname souffriraient si le principal parti d'opposition, le Parti national démocratique, dirigé par Desi Bouterse, revenait au pouvoir. Bouterse avait été condamné aux Pays-Bas pour trafic de drogue et accusé d'avoir participé au meurtre de quinze personnes en 1982 alors qu'il était le chef militaire du Suriname. Ce dernier a cependant nié les accusations et accusé les États-Unis de s'immiscer dans les élections.  Bouterse demeure toutefois populaire auprès d'électeurs plus pauvres et jeunes qui n'avaient pas bénéficié des changements économiques apportés par le gouvernement de Venetiaan. 
Deux groupes d'observateurs internationaux d'élections de l'Organisation des États américains (OEA) et de la Communauté des Caraïbes (CARICOM) sont envoyés pour observer les élections. Les observateurs de la CARICOM félicitent le Suriname pour la conduite de l'élection et décrivent le comportement du peuple surinamais comme un exemple pour les Caraïbes. Les observateurs de l'OEA décrivent également l'élection comme ayant été pacifique et s'étant déroulée dans une atmosphère amicale. 

## Résultats
Aucun parti ou alliance ne remporte la majorité des sièges ou ne réussit à obtenir les deux tiers des sièges requis pour élire un nouveau président. Le Nouveau Front pour la démocratie et le développement remporte 23 sièges, soit une baisse de dix par rapport à la législature précédente, alors que le Parti national démocratique obtient 15 sièges, soit plus du double qu'auparavant. La nouvelle alliance A-Combinatie remporte quant à elle cinq sièges, tout comme l'Alliance populaire pour le progrès de l'ancien président Jules Wijdenbosch.
| Parti                                                      | Voix    | %     | Sièges |
| ---------------------------------------------------------- | ------- | ----- | ------ |
| Nouveau front pour la démocratie et le développement       | 86 690  | 41,08 | 23     |
| Parti national démocratique                                | 48 879  | 23,16 | 15     |
| Alliance populaire pour le progrès                         | 30 352  | 14,38 | 5      |
| A-Combinatie                                               | 15 867  | 7,52  | 5      |
| A1 (DA'91 / D21E / PVFAL / T2000)                          | 12 901  | 6,11  | 3      |
| UPS / DOE                                                  | 10 293  | 4,88  | 0      |
| Nouveau Suriname                                           | 3 460   | 1,64  | 0      |
| Syndicat progressiste des travailleurs et des agriculteurs | 1 958   | 0,93  | 0      |
| Parti politique progressiste                               | 370     | 0,18  | 0      |
| Syndicat national                                          | 272     | 0,13  | 0      |
| Votes invalides/blancs                                     | 9 139   | –     | –      |
| Total                                                      | 220 181 | 100   | 51     |
| Inscrits/participation                                     | 333 985 | 65,93 | –      |
| Source : Élections caribéennes, PDBA                       |         |       |        |

## Conséquences
Après les élections, l'Assemblée nationale dispose de deux mois pour l'élection d'un président qui nommerait ensuite un gouvernement. Le Nouveau Front parvient à un accord avec A-Combinatie, qui leur permet d'obtenir une majorité au parlement mais toujours en deçà des deux tiers requis pour élire un président. Le chef du Parti national démocratique, Bouterse, ne se présente pas à l'élection présidentielle après avoir trouvé un accord avec l'Alliance du peuple pour le progrès pour soutenir Rabin Parmessar . 
Aux deux premiers tours de l'élection présidentielle, 27 membres du parlement votent pour le candidat du Nouveau Front, le président sortant Ronald Venetiaan, tandis que 20 votent pour Rabin Parmessar. Aucun des deux candidats n'ayant obtenu les deux tiers des voix, l'Assemblée du peuple se doit donc de procéder à l'élection. Composée de membres du parlement, des conseils provinciaux et de district, un vote de celle-ci, à majorité simple, est suffisante pour élire le président. Lors des élections du 3 août 2005, Venetiaan remporte donc 560 voix contre 315 pour Parmessar et est donc réélu président du Suriname. 